# Фудзівара но Кореміті
Фудзівара но Кореміті (*藤原伊通, 1093  —28 березня 1165) — середньовічний японський державний діяч періоду Хейан. Відомий як Головний міністр Кудзьо (на честь маєтку в районі Кудзьо — півдні м. Кіото).

## Життєпис
Походив з аристократичного роду Фудзівара. Син Фудзівара но Муреміті, старшого державного радника, та доньки Фудзівара но Акісуе. Народився у 1093 році. Здобув чудову освіту, з молодості вирізнявся вченістю.
У 1120 році після смерті батька став головою гілки Накамікадо Північних Фудзівара. Включився у боротьбу проти екс-імператора (інсея) Сіракави, що практично відсторонив Фудзівара від влади. У 1122 року призначено на посаду імператорського радника.
1130 року відійшов від державних справ через образу на те, що Фудзівара но Мунесуке отримав посаду середнього державного радника раніше за нього, але повернувся до двору у 1132 році. У 1133 року призначено середнім державним радником. З 1141 року боровся проти зростання впливу екс-імператора Тоба на державні справи.
1156 року стає двірцевим міністром. У 1157 року призначено Лівим міністром. 1159 року отримав старший другий ранг. Не підтримав заколоту Фудзівара но Нобуйорі, але намагався протидіяти встановленню диктатури Тайра політичні засобами, втім марно.
1160 року Фудзівара но Кореміті надано посаду великого державного міністра. На цій посаді допомагав імператорові Нідзьо протистояти екс-імператору Ґо-Сіракаві (й власному батькові). Втім фактично Кореміті намагався відновити вплив Північних Фудзівара, який на той час фактично перейшов до екс-імператора.
У 1165 році пішов з усіх посад, ставши буддистським ченцем . Помер того ж року.

## Творчість
Є автором «Кудзьо-шьоґоку-кі» («Нотатки Головного міністра Кудзьо»). Також склав трактат про придворні звичаї, присвятивши його імператорові Нідзьо.

## Характер
Вирізнявся суворим характером, дотепністю, нищівною політичною критикою на адресу суперників. Був відомий справедливістю та принциповістю. Є перекази про те, як Кореміті передав спадок покійного брату його синові, хоча сам мав право спадкування. Одного чиновника було помилково призначено кокусі двох провінцій, а коли помітили помилки, той вже помер, то секретарі Вищої Ради просили викреслити того з переліку членів Вищої Ради. І лише Фудзівара но Кореміті виступив з цією пропозицією, коли інші міністри бажали залишити все як є.